# Castelnau d’Auzan Labarrère
Castelnau d’Auzan Labarrère község Franciaország Okcitánia régiójában, Gers megyében. Új községként 2016. január 1-jén jött létre két korábbi község: Castelnau-d’Auzan és Labarrère egyesítésével. Lakosainak száma 1185 fő (2022. január 1.).

## Népesség
| Lakosok száma | 1252 | 1234 | 1215 | 1197 | 1186 | 1185 |
|               | 2017 | 2018 | 2019 | 2020 | 2021 | 2022 |